# Ælfflæd
Ælfflæd byla druhou manželkou anglického krále Eduarda Staršího.

## Původ
Ælfflæd byla dcerou hraběte Æthelhelma z Wiltshire, který zemřel v roce 897. Někteří historici ho identifikují jako syna Ethelreda, strýce Eduarda I. Barbara Yorke tuto hypotézu zavrhuje, protože v té době nebylo zvykem, aby se princové z královské dynastie stávali hrabaty, a manželství krále Edwyho se vzdálenou příbuznou vyvolalo ostré reakce. Manželství Eduarda I. s ještě bližší příbuznou by bylo považováno za incestní.

## Manželství s Eduardem
Eduard se okolo roku 893 oženil s mladou ženou Ecgwynn a z jejich svazku vzešel pozdější Eduardův následník Ethelstan. Když se Eduard stal králem, Ecgwynn zavrhl a oženil se s Ælfflæd, kolem roku 901. Porodila mu dva syny Elfwearda a Edwina a několik dcer.
Ælfflæd zřejmě zemřela před rokem 919, který je uváděn jako rok, kdy se Eduard I. oženil s Edgivou z Kentu.

## Potomci
- Elfweard – král Anglie (17. červenec 924 – 1. srpen 924)
- Edwin – podkrál z Kentu, zemřel v roce 933
- Edflaed – jeptiška ve Wintone
- Edwiga z Wessexu – manželka západofranského krále Karla III. Francouzského
- Eadhilda – manželka franského vévody a pařížskeho hraběte Huga Velikého
- Edita Anglická – manželka německého krále Oty I.
- Elfleda – jeptiška ve Winchestru
- Adivea – manželka kontinentálního knížete, možná českého knížete Boleslava II.
- Ethelfleda – abatyše v Romsey
- Ethelhilda – jeptiška v Romsey